# AG2R La Mondiale/2014
Deze pagina geeft een overzicht van de AG2R-La Mondiale-wielerploeg in  2014.

## Algemeen
Sponsors: AG2R, La Mondiale
Algemeen manager: Vincent Lavenu
Ploegleiders: Gilles Mas, Artūras Kasputis, Julien Jurdie, Laurent Biondi, Didier Jannel, Stéphane Goubert, Jean-Baptiste Quiclet
Fietsmerk: Focus
Kleding: Descente
Kopmannen: Domenico Pozzovivo, Jean-Christophe Péraud, Hubert Dupont

## Transfers
| Inkomend          | Team 2013     | Uitgaand          | Team 2014                    |
| ----------------- | ------------- | ----------------- | ---------------------------- |
| Maxime Daniel     | Sojasun       | Valentin Iglinski | Astana                       |
| Alexis Gougeard   | Neo           | Manuel Belletti   | Androni Giocattoli-Venezuela |
| Damien Gaudin     | Team Europcar | John Gadret       | Team Movistar                |
| Sébastien Turgot  | Team Europcar | Sylvain Georges   | Onbekend                     |
| Patrick Gretsch   | Argos-Shimano | Anthony Ravard    | Gestopt                      |
| Alexis Vuillermoz | Sojasun       |                   |                              |

## Renners
| Naam                   | Geboortedatum | Nationaliteit | Ploeg 2013                  |
| ---------------------- | ------------- | ------------- | --------------------------- |
| Davide Appollonio      | 02-06-1989    | Italië        |                             |
| Gediminas Bagdonas     | 26-12-1985    | Litouwen      |                             |
| Romain Bardet          | 09-11-1990    | Frankrijk     |                             |
| Julien Bérard          | 27-07-1987    | Frankrijk     |                             |
| Carlos Betancur        | 13-10-1989    | Colombia      |                             |
| Guillaume Bonnafond    | 23-06-1987    | Frankrijk     |                             |
| Maxime Bouet           | 03-11-1986    | Frankrijk     |                             |
| Steve Chainel          | 06-09-1983    | Frankrijk     |                             |
| Mikaël Cherel          | 17-03-1986    | Frankrijk     |                             |
| Maxime Daniel          | 05-06-1991    | Frankrijk     | Sojasun                     |
| Axel Domont            | 07-08-1990    | Frankrijk     |                             |
| Samuel Dumoulin        | 20-08-1980    | Frankrijk     |                             |
| Hubert Dupont          | 13-11-1980    | Frankrijk     |                             |
| Ben Gastauer           | 14-11-1987    | Luxemburg     |                             |
| Damien Gaudin          | 20-08-1986    | Frankrijk     | Team Europcar               |
| Alexis Gougeard        | 05-03-1993    | Frankrijk     | Neo                         |
| Patrick Gretsch        | 07-04-1987    | Duitsland     | Argos-Shimano               |
| Hugo Houle             | 27-09-1990    | Canada        |                             |
| Jawhen Hoetarovitsj    | 29-11-1983    | Wit-Rusland   |                             |
| Blel Kadri             | 03-09-1986    | Frankrijk     |                             |
| Julian Kern            | 28-12-1989    | Duitsland     |                             |
| Sébastien Minard       | 12-06-1982    | Frankrijk     |                             |
| Lloyd Mondory          | 26-04-1982    | Frankrijk     |                             |
| Matteo Montaguti       | 06-01-1984    | Italië        |                             |
| Rinaldo Nocentini      | 25-09-1977    | Italië        |                             |
| Jean-Christophe Péraud | 22-05-1977    | Frankrijk     |                             |
| Domenico Pozzovivo     | 30-11-1982    | Italië        |                             |
| Christophe Riblon      | 17-01-1981    | Frankrijk     |                             |
| Sébastien Turgot       | 11-04-1984    | Frankrijk     | Team Europcar               |
| Alexis Vuillermoz      | 01-06-1988    | Frankrijk     | Sojasun                     |
| Stagiairs              |               |               |                             |
| François Bidard        | 19-03-1992    | Frankrijk     | Chambéry Cyclisme Formation |
| Nico Denz              | 15-02-1994    | Duitsland     | Chambéry Cyclisme Formation |
| Jimmy Raibaud          | 13-11-1991    | Frankrijk     | CR4C Roanne                 |

## Overwinningen
Ronde van de Middellandse Zee
5e etappe: Jean-Christophe Péraud
Ronde van Oman
Jongerenklassement: Romain Bardet
Ronde van de Haut-Var
1e etappe: Carlos Alberto Betancur
Eindklassement: Carlos Alberto Betancur
Puntenklassement: Carlos Alberto Betancur
Ploegenklassement
La Drôme Classic
Winnaar: Romain Bardet
Parijs-Nice
5e etappe: Carlos Alberto Betancur
6e etappe: Carlos Alberto Betancur
Eindklassement: Carlos Alberto Betancur
Jongerenklassement: Carlos Alberto Betancur
Classic Loire-Atlantique
Winnaar: Alexis Gougeard
Internationaal Wegcriterium
Eindklassement: Jean-Christophe Péraud
Ronde van de Sarthe
5e etappe: Axel Domont
Ronde van de Somme
Winnaar: Jawhen Hoetarovitsj
Vierdaagse van Duinkerke
Ploegenklassement
Ronde van Italië
Ploegenklassement
Boucles de l'Aulne
Winnaar: Alexis Gougeard
Route du Sud
Bergklassement: Alexis Vuillermoz
Sprintklassement: Axel Domont
Wit-Russisch kampioenschap wielrennen op de weg
Winnaar: Jawhen Hoetarovitsj
Ronde van Frankrijk
8e etappe: Blel Kadri
Ronde van Polen
1e etappe: Jawhen Hoetarovitsj
Ronde van Burgos
4e etappe: Lloyd Mondory
Ronde van Gévaudan Languedoc-Roussillon
2e etappe: Alexis Vuillermoz
2000 · 2001 · 2002 · 2003 · 2004 · 2005 · 2006 · 2007 · 2008 · 2009 · 2010 · 2011 · 2012 · 2013 · 2014 · 2015 · 2016 · 2017 · 2018 · 2019 · 2020 · 2021 · 2022 · 2023 · 2024 · 2025
AG2R-La Mondiale · Astana · Belkin Pro Cycling · BMC Racing Team · Cannondale Pro Cycling Team · Team Europcar · FDJ · Garmin Sharp · Giant-Shimano · Katjoesja · Lampre-Merida · Lotto-Belisol · Team Movistar · Omega Pharma-Quick-Step · Orica-GreenEdge · Team Sky · Tinkoff-Saxo · Trek Factory Racing